# 明石市立野々池中学校
明石市立野々池中学校（あかししりつ ののいけちゅうがっこう）は、兵庫県明石市沢野一丁目にある公立中学校。
地元での通称は「野々中」もしくは「野々池中」。

## 概要
当校は、当時生徒数が増加を続けていた望海中学校より分校し、1977年（昭和52年）4月に市内で10番目の公立校として開校。開校10年目前後が生徒数のピークであった。現在は、生徒会活動、部活動共に活発な活動を広げている。
野々池というのは同校の東側に隣接するため池の名前である。校舎からはその野々池を一望することができる。

## 沿革
- 1977年
  - 4月 - 明石市立野々池中学校開校（管理棟、教室棟）、校章制定
  - 5月 - 校歌制定
  - 6月 - 開校記念行事
  - 7月 - プール設備完成
- 1978年
  - 3月 - 体育館竣工
- 1979年
  - 3月 - 野々池コミセン竣工式
- 1980年
  - 3月 - 教室棟増築（教室4昇降口）
- 1982年
  - 2月 - 教室棟増築（北校舎）
  - 3月 - グラウンド周辺ネット工事完了
- 1985年
  - 12月- ブレザータイプ生徒標準服制定（次年度から実施）
- 1987年
  - 2月 - 特別教室増築（技術室、音楽室、家庭科室）
- 1988年
  - 5月 - 県教育委員会指定兄弟づくり運動推進校
- 1991年
  - 10月- 中国無錫市青年文化交流団と交流
- 1992年
  - 1月 - オーストラリア・ベットベリー高校と交流
  - 7月 - グラウンド改修工事
- 1993年
  - 4月 - わかくさ学級設置
- 1995年
  - 8月 - 焼却場フェンス完成
- 1997年
  - 10月 - プールの解体開始
- 1998年
  - 1月 - プール・武道館新築工事開始
  - 6月 - 明石市指定青少年育成実施活動推進校
  - 10月 - 武道館「潤心館」及びプール竣工
  - 11月 - 第一回トライやるウィーク
- 2003年
  - 9月 - グラウンド周辺ネット取り替え
- 2004年
  - 11月 - オープンスクール実施
- 2018年
  - 4月 - 給食開始

## 学区
- 沢池小学校
- 鳥羽小学校
- 和坂小学校

上記の3つの小学校の児童が主に入学してくる。

## 目標

### 校訓
自学・自主・自律

### 教育目標
「人・もの・時」を大切にし、社会に貢献する人間の育成を目指す。
- 人とは：自分であり他者である
- ものとは：有形無形のものである
- 時とは：命の長さである

### 生活目標
人・もの・時を大切に

## 校章について
『校章は、中学校の「中」の芯中を勉学の象徴のペンの形とし、下に野々池のさざなみと、飛ぶ鳥の形をあらわした。』（平成17年度 「新入生のてびき」より引用）
この校章は、名札や制服のボタンを始め、体育館など学校内の様々な場所で見ることが出来る。

## 部活動

### 運動部
- 陸上競技部
- 野球部
- サッカー部
- ソフトボール部
- ソフトテニス部
- 女子バレーボール部
- バスケットボール部
- 剣道部
- 柔道部
- 卓球部
- 水泳部

### 文化部
- 吹奏楽部
- 科学部
- 美術部

## 制服
- 男子　
  - 冬服はブレザー、カッターシャツ、スラックスである。
  - 夏服はカッターシャツ、スラックスである。
- 女子　
  - 冬服はブレザー、ベスト、ブラウス、吊りスカートである。
  - 夏服はブラウス、吊りスカートである。

## 学校周辺
- 野々池
- 亀池
- 明石市立沢池幼稚園
- 明石市立沢池小学校
- 兵庫県立明石南高等学校
- 兵庫県立錦城高等学校
- 檜笠岡王塚古墳

## 交通アクセス
- JR神戸線 西明石駅下車 徒歩約17分

## 学区が隣接している学校
- 明石市立大久保北中学校
- 明石市立大久保中学校
- 明石市立望海中学校
- 明石市立衣川中学校
- 神戸市立王塚台中学校
- 神戸市立平野中学校